# Cappella di San Feriolo
La cappella di San Feriolo è un edificio religioso situato nel territorio comunale di Roccastrada. La sua ubicazione è nelle vicinanze della pieve di Caminino e del borgo attiguo.

## Storia
La piccola chiesa venne inaugurata nel maggio 1903, sopra la sorgente dove, secondo una leggenda, san Feriolo venne ucciso in un'imboscata mentre stava bevendo. Feriolo era un soldato romano convertito al cristianesimo e, probabilmente, la sua uccisione fu voluta come punizione per la sua conversione.
Nei tempi passati l'acqua della fonte era considerata miracolosa ed era meta di pellegrinaggi durante i quali venivano richieste grazie e guarigioni.

## Descrizione
La cappella di San Feriolo si presenta ad aula unica, preceduta da un pronao che delimita un piccolo porticato con aperture laterali ed accesso frontale con archi a sesto acuto in stile neogotico che poggiano sulla cordonatura che si sviluppa lungo le pareti esterne del pronao.
Dal porticato si accede all'interno della cappella attraverso il portale d'ingresso che si apre al centro della facciata propriamente detta, sopra il quale si apre un piccolo rosone circolare.